# Revolução de 1846 (Genebra)
A constituição genebrina de 1847 que veio substituir uma com 160 anos é o puro produto de uma revolução como o indica Dominique Wisler " quis no meu livro explicar a relação entre o revolta e as modificações da carta fundamental " .

## Origens
James Fazy grande político da época e o fundador do partido radical suíço, tem funções no Conselho Nacional da Suíça, nos bancos e nos caminhos de ferro. Durante a sua presença no Conselho do Estado de Genebra faz grandes mudanças no ensino e na justiça, e aumentando consideravelmente o poder da administração, mas em 1842, no momento do primeiro "coup de force" radical, houve discussão com os conservadores afim de modificar a constituição. O texto não satisfazia ninguém além do povo pois que o direito de voto deixava de ser censitário, quer dizer ligado à fortuna.
A maneira altaneira, e mesmo sem contrapeso das direitas, do poder do partido radical na governança de Genebra não vê o crescimento do socialismo, e todos os excluídos se reúnem nos "Independentes". O bipartirmo criado pela constituição vai acabar por provocar a catástrofe. Uma vez a revisão do texto é terminada a votação popular rejeita-a! A 22 de Agosto de 1846 as eleições terminam-se num levantamento popular .

## A revolta
O partido radical desaprova a atitude do governo genebrino na questão da Guerra de Sonderbund. O Conselho do Estado de Genebra, depois da assembleia popular, quis fazer prender James Fazy, o que tem por efeito lançar a revolução pelo povo que só "via" aquele que lhes havia dado direito de voto 
O quarteirão de Saint-Gervais toma as armas e faz barricadas nas ponts de l'Île e pont des Bergues, enquanto o governo convoca as milícias, sob o comando do coronel Trembley. A 22 de Agosto de 1864 sangrentas batalhas opuseram em Genebra os Independentes e os liberais, o que teria acabado certamente com uma guerra civil não fosse a intervenção da Confederação.